# Pertti Neuvonen
Pertti Jaakko Neuvonen, född 25 augusti 1943 i Kirvus, död 14 maj 2020 i Helsingfors, var en finländsk läkare.  
Neuvonen blev medicine och kirurgie doktor 1971. Han verkade sedan 1992 som professor i klinisk farmakologi vid Helsingfors universitet och som överläkare i klinisk farmakologi vid Helsingfors universitetscentralsjukhus (HUCS). Han var 1988–1992 professor i farmakologi vid Åbo universitet. År 1998 utnämndes han till ledamot av Finska Vetenskapsakademien.
Neuvonens vetenskapliga arbeten rör klinisk farmakologi, farmakokinetik, toxikologi och läkemedelsinteraktioner.  

### Uppslagsverk
- Pettersson, Tom: Neuvonen, Pertti i Uppslagsverket Finland (webbupplaga, 2012). CC-BY-SA 4.0